# Karel Kut
Karel Kut (4. září 1902 Německý Brod – 30. října 1961 Praha) byl československý politik a meziválečný poslanec Národního shromáždění za Národní sjednocení, později za Národní ligu.

## Biografie
Profesí byl novinářem. Podle údajů z roku 1935 bydlel v Praze. Překládal z italštiny.
Počátkem 30. let 20. století patřil do politické strany Národní liga a v jejím rámci k předákům mládežnického křídla, které se vyznačovalo vypjatým nacionalismem. Když Národní liga splynula do Národního sjednocení, stala se tato skupina základem pro obdobně orientované mládežnické hnutí Mladé národní sjednocení. To se během 30. let dále radikalizovalo. Utvořilo pořádkové oddíly Šedá legie.
Po parlamentních volbách v roce 1935 byl zvolen za Národní sjednocení do Národního shromáždění. Poslancem se stal ovšem až dodatečně v červnu 1935 poté, co se mandátu demonstrativně vzdal Jiří Stříbrný. V červnu 1937 vystoupil Kut z poslaneckého klubu Národního sjednocení a přešel do poslaneckého klubu formace Národní liga - Strana radikální, národní a demokratická, která navazovala na dřívější politické strany okolo Jiřího Stříbrného. V roce 1938 byla radikální fašistická skupina okolo Karla Kuta zvaná První linie vyloučena z Národní ligy.
Poslanecký mandát si podržel do zrušení parlamentu roku 1939, přičemž v prosinci 1938 ještě přestoupil do poslaneckého klubu nově založené Strany národní jednoty.